# 共通語
共通語（きょうつうご）とは、ある地域や集団の違いを超えて共通に用いている言語のことを指す。通用語ともいう。

## 定義
「共通語」と「標準語」はよく混同される二つの概念であり、日本語では「共通語」は「Common Language」にも「Standard Language」にも訳されるが、「標準語」はきっと「Standard Language」に訳されている。
「共通語」とは、多民族や多国間でのコミュニケーションを容易にする、または円滑にするため、さまざまな言語の中から1つを選んで、主要な言語として使うものである。同じ共通語を使っていても、完全一致とは言えない。例えば、イギリス・アメリカ・インドはすべて「英語」を共通語にしていて、これらの国の国民たちはお互いに障害無くコミュニケーションを取ることができるが、使われている英語はアクセントやイントネーション・語彙・文法の面で全部異なっている。
一方「標準語」とは、政府が同じ言語に属している方言の中から1つを選んで、それを基準にし、一定な調整や工夫を加えて作られ、全国へ強制的に普及させていた言語である。ほかの方言と比べて、標準語は文法や書き言葉の面ではより明確的、より中立的な傾向がある。

## 国際における共通語
経済大国など周囲への影響力の強い国や地域で話される言語は、言葉の違う他の国や民族を超えた共通の言語として使用されることがある。そのような言語のことを、国際共通語、もしくはリンガフランカと呼ぶ。その例として、古くは東アジアの漢文、インドのサンスクリット、ヘレニズム時代の地中海世界におけるギリシャ語、ローマ時代の地中海世界と中世のヨーロッパにおけるラテン語、17世紀から19世紀までの西洋におけるフランス語、さらには、東南アジアのマレー語、アラブ世界のアラビア語、東アフリカのスワヒリ語などがある。21世紀の現代においては、国際的な集まりにおいては英語がその役割を果たす場合が多い。
各言語に構造化を導入するとともにコンピュータのための国際共通語（e国際共通語）を構築し、人は母語を使い、翻訳や通訳は構造化国際共通語を理解したコンピュータが行うシステム作りも行われている。

## 日本における共通語
日本では共通語は公式・法的に定められてはいない。
明治初期まで話し言葉は容易に通じるものではなかった。1811年（文化8年）の式亭三馬の『狂言田舎操』巻之上では江戸から20町も離れると江戸とは違う言葉が話されていると記されている。また明治6年から翌年にかけて『文部省雑誌』に掲載された西潟訥の「説諭」には「奥羽の民……上国ノ人ト談話スルニ言語通セサルモノ甚多シ」と記されている。そのため他地域の人々との間では日常の会話では使わない文語や謡曲調の言葉を話して意思疎通を図っていた。
1902年（明治35年）、国語調査委員会で方言を調査して標準語を選定する基本方針が決まった。1930年代半ばには標準語が次第に定着したが、列島内の言語の違いが簡単になくなったわけではなく、それが浸透したのはテレビが普及した高度成長期といわれている。
1949年に国立国語研究所が福島県白河市で学術調査を行った際、東北方言と標準語の中間のような日本語を話す話者がいることが確認された。これについて国立国語研究所は、全国共通に理解しあえる「全国共通語」であると評価し、「共通語」と呼ぶことにした。ただし、この「共通語」とは標準語を否定するものとして登場した語ではない。以後、「共通語」という語は標準語にかわる言葉として学校教育や放送の場で広く用いられるようになった。その背景としては、明治政府が中央集権国家確立のために標準語の普及に努め、方言を無視・撲滅しようとしたことに対する反発がある。ちなみに、「共通語」という言い方は戦時・戦中に使われた例もあり、戦後に登場したものではない。
「共通語化」は、戦後、ラジオやテレビの普及に伴い、急速に進んだ。ラジオの放送開始は1925年だが、戦前の普及率は著しく低く、共通語を話せる人は一部の教養層に限られていた。最近はこの「共通語」が一般にも使われつつある。その理由について、国立国語研究所の言語調査を主導した柴田武は、「標準語という用語に伴う『統制』という付随的意味がきらわれたためだと思われる」と述べている。柴田は、1980年に出版された『国語学大辞典』において、共通語と標準語の定義の違いについて、次のように述べている。

## 共通語と標準語の具体的な違い
『日本語学大辞典』（2018）では、共通語は「現実に全国で話されている言語」であり、標準語を「共通語をさらに洗練させた規範としての言語」とする見方が一般的であるとする。そして、これを言い換えると、共通語は「話しことば」であるのに対し、標準語は「（専ら規範としての）書きことばに視点を置いた概念である」と述べられている。
塩田（2018）は「標準語」と言ったとき、それが何を指すかについて、3種類に分かれると指摘する。そして、この3種類を「デファクト標準語」、「オーソライズド標準語」、「オーソリティー・コンシャス標準語」と表現した。「デファクト標準語」は、実際に広く使われている言葉を指し、この意味での「標準語」は日本全国で用いられ、特定の地域の特徴を感じさせないものとする。「オーソライズド標準語」とは「国家」などの権威を背景に公的に制定される規範的な「手本」のようなものを指す。そして、これは言葉の使い方に関するルールの役割も果たすとする。「オーソリティー・コンシャス標準語」は「オーソライズド標準語」を強く意識しながら実際に話されるもので、意識的な操作を経た特殊なものとする。
これに対し、「共通語」は、一番広い考え方だと、「デファクト標準語」よりもさらに広いものが含まれるとする。つまり、特定の地域を連想させる言葉（方言等）が用いられていても、それで会話が成立していれば、共通語に含まれるとする。ただ、一般に「共通語」と言う際は、この広い意味で使用することはあまりない。また、人・時・場合によって「共通語」の使い方は異なり、「共通語」という言葉で「デファクト標準語」「オーソライズド標準語」「オーソリティー・コンシャス標準語」のいずれかを指すと指摘する。そして、標準語・共通語について考える際には、この「標準語・共通語」という言い回しがどのレベルを示そうとしているのか、意識的であることが大切だと述べる。